# Severni sij (roman)
Severni sij (v izvirniku Northern Lights, v ZDA izdan pod naslovom The Golden Compass - slovensko Zlati kompas) je fantazijski roman britanskega pisatelja Philipa Pullmana. Je prvi v trilogiji romanov Njegova temna tvar (His Dark Materials).

## Zgodba
Zgodba se začne, ko Lyra Belacqua (kasneje imenovana Lyra Srebròusta)- domnevna osirotela enajstletna deklica, ki živi na Jordanskem kolidžu skrivno vstopi in se skrije v omaro kljub upiranju njenega dæmona Pantalaimona-žival, ki spreminja obliko in je manifestacija njene duše. V omari vidita rektorjev poskus umora njenega strica Lorda Asriela z zastrupitvijo vina. Lord Asriel kasneje vstopi v sobo in odkrije Lyrino skrivališče. Ona mu takoj pove, da je vino zastrupljeno. Namesto, da bi jo kaznoval, jo pošlje nazaj v omaro pod pogojem, da bo vohunila za gosti prihajajočega srečanja. Ko se srečanje začne Lord Asriel pokaže učenjakom sliko skrivnostnih osnovnih delcev imenovanih Prah. Kmalu potem, ko Asriel odpotuje na sever, se Lyrino življenje  vrne na stara pota.
Ko »Žreci« ugrabijo njenega prijatelja Rogerja Lyra priseže, da ga bo rešila in dobi priložnost, ko ženska velikega pomena ga. Marisa Coulter ponudi, da vzame Lyro iz Jordana in jo izuri za vajenko. Lyra pristane, ampak preden oddide ji rektor izroči edinstven predmet: alethiometer. Močno spominja na zlati kompas in je zmožen podati odgovor na vsako vprašanje. Čeprav Lyra sprva ne more razbrati njegovih zapletenih pomenov, ga vzame s sabo h gospe Coulter. Lyra začne sumiti Coulterjevo, ko ji njen demon preišče sobo.
Na zabavi, katere gostiteljica je Coulterjeva, Lyra ugotovi, da je ga. Coulter vodja organizacije »Žrtveni ešalon cerkve« in, da je ta ešalon v bistvu »Žreci«. Zaradi grozljivega spoznanja Lyra izkoristi prednost hrupa zabave in pobegne iz stanovanja Coulterjeve.
Ko pobegne, ji sledijo »Žreci« in jo potem rešijo Cigóti, ki ji povejo, da sta Lord Asriel in ga. Coulter njena resnična starša. Povejo ji, da veliko otrok kot je Roger izginja tudi med Cigani in da Cigani nameravajo potovati na sever, da bi rešili pogrešane otroke. Med njenim bivanjem z Cigani se Lyra nauči sporazumevati z alethiometerjem.
Lyra se pridruži potovanju na sever in izve, da otrokom, ki so jih ugrabili »Žreci« prerežejo njihovo vez z domonom. Povejo ji, da je prerezanje vezi z demonom fizično in čustveno trplenje, ter, da je usodno za otroke. Kmalu po tem spoznanju je skupina napadena in Lyra je odnešena v Bolvangar.
V njej najde Rogerja in sklene, da bo pobegnila. Lyra naleti na gospo Coulter, ki ji pozkuša vzeti alethiometer. Komaj pobegne in povede druge otroke ven iz zgradbe. Reši jo aeronavt Lee Scoresby z njegovim vodikovim balonom. Z njima gresta tudi Roger in panserbjørn Iorek Byrnison. Iorek je izgnani princ oklepnih medvedov.
Zdaj, ko je rešila Rogerja želi prinesti alethiometer Lordu Asrielu, ki je zapornik na Svalbardu, utrdbi oklepnih medvedov, zaradi njegovih raziskovanj Prahu, ki jim Cerkev nasprotuje. Na njihovi poti v Svalbard jih napadejo skalni besi; Lyro vrže iz balona, ampak pristane varno in jo nato ugrabijo oklepni medvedi. Uspe ji ukaniti samooklicanega kralja medvedov Iofurja Raknisona, da dovoli Ioreku, da si z bojem povrne krono. Potem odpotuje k Asrielu skupaj z Rogerjem in Iorekom.
Kljub temu, da je zaprt, je Lord Asriel tako vpliven, da si je upal priskrbeti potrebne pripomočke za nadaljevanje raziskave. Po razlaganju Lyri o naravi Praha in o obstoju vzporednih vesolij, Asriel odpotuje in vzame Rogerja in veliko opreme. Lyra jima sledi, ampak Roger umre, ko je ločen od svojega dæmona. Ta poteza sprosti velikanske količine energije, s katero Asrielova oprema ustvari okno v drugi svet. Lord Asriel oddide v drugi svet in Lyra mu sledi po nasvetu Pantalaimona.